# Doceira Brasileira
Doceira Brasileira ou Novo guia manual para se fazerem todas as qualidades de doces é o título do primeiro livro de culinária brasileira do século XIX.
Os doces do Norte Fluminense são prestigiadíssimos desde os tempos coloniais. Essas iguarias foram incluídas nas dietas de ilustres castas até mesmo na Corte do Rio de Janeiro.
"Doceira Brasileira" foi um incontestável best-seller concebido em 1851 por encomenda dos famosos irmãos livreiros e editores Eduardo e Henrique Laemmert, "justo era que uma mulher tomasse a peito a empresa de dar à luz do dia uma Doceira Brasileira". A obra é uma compilação dos manuscritos de uma dama da alta sociedade imperial de nome Anna Maria das Virgens Pereira Rabello e Gavinho (1832-1856), a "Sá-Dona", membro de uma antiga família de senhores de engenho e sesmeiros, estabelecidos no Norte Fluminense desde os tempos coloniais. Seguindo os valores da rígida sociedade da época, a autora não assinou a obra, assim como ocorreu com outras escritoras. Coube a educadora D. Constança Oliva de Lima o trabalho de compilação, sendo correntemente citada como autora da obra.

## Da obra
O primeiro capítulo trata da depuração e refinação do açúcar, do mel e da rapadura, além do modo de fazer o açúcar cândi e os xaropes; o segundo capítulo cuida dos doces em geral, das massas folhadas, das morcelas e diversas sopas doces; o terceiro, das geléias; o quarto, das compotas e dos cremes ou natas de leite; o quinto, dos doces e frutas cobertas e do modo de fazer algumas conservas; o sexto, dos confeitos; o sétimo, das conservas em aguardente e açúcar; o oitavo, dos licores; o último, do gelo artificial e dos sorvetes.
A primeira edição, está anunciada no Almanak Laemmert de 1851.
A quarta edição da obra saiu em 1875, "acrescentada com numerosas receitas novas […] extrahidas de diversos autores, e de muitas receitas particulares".
D. Anna Maria das Virgens Pereira Rabello e Gavinho, a "Sá-Dona", nasceu no município de Macaé (RJ) a 15 de abril de 1832. Filha legítima dos ricos fazendeiros, produtores de açúcar e café, Coronel José Pereira Rabello e D. Anna Maria das Virgens Cardoso, campistas, estabelecidos em Macaé (RJ), nas freguesias de Nossa Senhora das Neves e Nossa Senhora da Conceição de Carapebus. Foi alfabetizada em Carapebus (RJ) pelo Padre Thomaz Astengo e educada em colégios do Rio de Janeiro. Em 30 de janeiro de 1847 casou-se, na Freguesia de Carapebus, com o fidalgo português Comendador José Gavinho Viana, (1826-1904) operoso negociante e rico capitalista de quem teve os filhos: Felizarda Alchimenna (esposa do Comendador Manuel Pinto Ribeiro de Castro); José Gavinho Viana Júnior (Solteiro); Antonio Gavinho, Emília Octavianna (esposa do Comendador João Baptista Leal) e Hermila Olegária (Solteira). Faleceu na sua Fazenda da Caxanga, na Freguesia de Carapebus, termo do município de Macaé (RJ), em 2 de abril de 1856. Do espetacular sucesso de sua obra, "Sá-Dona" pouco desfrutou. Quando foi lançada a segunda edição, em maio de 1856, fazia um mês que a autora havia falecido com apenas 24 anos, uma dessas fatalidades típicas da época.
Exemplares das diversas edições foram preservados, como relíquias, pela família de "Sá-Dona" e trazem as marcas do intenso uso pelos descendentes de sua idealizadora, sendo integrado a "Collecção D. Rosa Joaquina", importante acervo histórico privado conservado em Macaé (RJ), que também conserva o manuscrito original da obra com observações de Henrique Laemmert, além de três cartas de D. Constança Oliva de Lima pedindo a aprovação da família de "Sá-Dona" e dirimindo dúvidas.